# Иван Остриков
Иван Димитров Остриков (1929 – 1980) е популярен български писател, драматург и сценарист.

## Биография
Завършва право в Софийския университет „Свети Климент Охридски“ (1952) и икономика във Висшия икономически институт „Карл Маркс“ (1953). Въпреки това той се посвещава на литературната си дейност, сътрудничи на периодичния печат и работи като редактор в Студия за игрални филми „Бояна“. Женен е, неговата съпруга се казва Юлия и те имат една дъщеря на име Христина.
Той е автор на над 30 книги, някои от които са превеждани на английски, немски, испански, румънски, руски, полски, чешки, унгарски и др. Въпреки своя кратък творчески път през 60-те и 70-те успява да постави десетки пиеси за деца и възрастни, като също така съчинява радиопиеси и сценарии. Пише още романи, новели и разкази.
Към впечатляващото жанрово разнообразие може да се добави широкият тематичен кръг на неговите творби, които могат да бъдат реалистични, социално-критически, фантастични, криминални и хумористични. Характерни стилови особености за него са динамичното повествование, живия диалог и деликатната ирония.
В днешни дни той е познат най-вече със своите късни сборници с разкази и повести, сред които: „Обща кръв“ (1974), „Стоманената игла“ (1983) и издадената посмъртно книга „Острикови разкази“ (1993), написана от него и неговата дъщеря.
Иван Остриков умира от инфаркт през 1980 г., а не през 1979 г., както сочат някои източници.

## Произведения

### Сборници с разкази, повести, новели и фейлетони

#### За възрастни
- „Денят започва от среднощ“ – 1962 г., изд. „Народна младеж“
- „Барикада от чували“ – 1964 г., изд. „Български писател“
- „Космонавти“ – 1965 г., изд. „Народна младеж“
- „Цветовете на пламъка“ – 1965 г., Държавно издателство Варна
- „Любовта на Катерина“ – 1967 г., изд. „Български писател“
- „Така изгарят диамантите“ – 1968 г., изд. „Български писател“
- „Честност под наем“ – 1970 г., изд. „Български писател“
- „Тихият дом“ – 1971 г., библ. „Стършел“
- „Обща кръв“ – 1974 г., Профиздат
- „Голямата любов на голямата ми сестра“ – 1978 г., изд. „Български писател“
- „Границите на любовта“ – 1979 г., изд. „Български писател“
- „Момичета“ – 1981 г., изд. „Български писател“
- „Следователят и брилянтите“ – 1982 г., библ. „Стършел“
- „Стоманената игла“ – 1983 г., изд. Народна младеж“
- „Острикови разкази“ – 1993 г., изд. „Весела Люцканова“

#### За деца
- „Откраднатият пръстен“ – 1959 г., изд. „Народна младеж“
- „Чудният ден“ – 1962 г., изд. „Народна младеж“
- „Радинка и Големия лъжец“ – 1967 г., изд. „Народна младеж“
- „Изумителните измислени пътешествия на едно момиче“ – 1970 г., изд. „Народна младеж“

### Пиеси
- „На разсъмване“ – 1958 г., Софийски драматичен театър
- „Грижата на ангелите“ – 1962 г., Врачански драматичен театър
- „Обущарят и другите“ – 1964 г., Варненски драматичен театър
- „Космонавтите“ – 1966 г., Врачански драматичен театър
- „Път през ада“ – 1969 г., Пловдивски драматичен театър
- „Сашо убива вълк“ – 1973 г., Театър 199

### Сценарии за игрални филми и телевизионни новели
- „Старшията и неговият племенник“ – 1961 г., БНТ
- „Денят започва от среднощ“ – 1962 г., БНТ
- „Слънце в белезници“ – 1963 г., БНТ
- „Топлата стена“ – 1965 г., БНТ
- „Необходимият грешник“ – 1971 г., игрален филм, режисьор Борислав Шаралиев
- „Този истински мъж“ – 1975 г., игрален филм, режисьор Александър Обрешков
- „Обвинения“ – 1978 г., БНТ, I програма, реж. Николай Попов
- „Белия път“ – 1978 г., БНТ, I програма
- „Румето и Стария лъв“ – БНТ, I програма
- „Чужд разговор“ – 1982 г., БНТ, реж. Милен Гетов

### Радиопиеси и драматизации

#### За възрастни
- „Ние бащите“ – 1961 г., Радио София
- „Гласовете на хората“ – 1963 г., Радио София
- „Неспокойна нощ“ – 1963 г., Радио София
- „Капки от реката“ – 1966 г., Радио София
- „Страшната болест“ – 1968 г., Радио София
- „Лесен мъж“ – 1968 г., Радио София
- „Ширината на океана“ – 1968 г., Радио София
- „Ледените коридори“ – 1969 г., Радио София
- „Първата нощ“ – 1969 г., Радио София
- „Твърд човек“ – 1971 г., Радио София
- „Създаване на светове“ – 1971 г., Радио София
- „Спасителна лодка за майор Мюлер“ – 1972 г., Радио София
- „Присъдата на полковник Мителбраун“ – 1972 г., Радио София
- „Бавни мигове“ – 1972 г., Радио София
- „Отровната игла“ – 1974 г. Радио София
- „Моят зет – индианецът“ – 1974 г., Радио София
- „Бащини грижи“ – 1975 г., Радио София
- „Милиони гладни години“ – 1976 г., Радио София
- „Чужд разговор“ – 1979 г., Радио София
- „Чуждият син“ – 1980 г., Радио София

#### За деца
- „Старата змия и новият път“ – 1961 г., Радио София
- „Радинка и Големия лъжец“ – 1964 г., Радио София
- „Момчето Боян, специалната пчела Зунка и счупената чаша“ – 1965 г., Радио София
- „Златни криле“ – 1966 г., Радио София
- „Орльо търси орлите“ – 1966 г., Радио София
- „Кучето Джими и старият лъв“ – 1967 г., Радио София
- „Ами и морската царица“ – 1969 г., Радио София
- „Жабко търси звезда“ – 1971 г., Радио София
- „Новогодишна епидемия в IVв“ – 1972 г., Радио София
- „Островът на чадърите“ – 1977 г., Радио София